# 제101양서정찰대대
제101양서정찰대대(중국어 정체자: 中華民國陸軍101兩棲偵察營, 영어: 101st Amphibious Reconnaissance Battalion)는 중화민국 육군 항공특전지휘부 산하 대대급의 수중폭파 및 수륙양용전이 가능한 특수부대이다. 대응하는 부대로서 중화민국 해군육전대에 양서정수대대가 있다.

## 역사
1949년, 국부천대로 대만으로 퇴각한 이후, 진먼을 찾은 장제스 총통의 지시로 중화민국 육군 산하 정찰대로서 창설하였다. 첩보부대로서 수중침투 방식으로 대륙의 중국 인민해방군에 대한 정보를 수집하는 임무를 수행하였다. 평상시 장거리 향해훈련과 임무시의 함포 운영을 위해 중화민국 해군에 인원이 파견되기도 하였다.
1953년, 주대만 미군 군사고문단(MAAG-Taiwan)의 군사적 조언을 받아들여 수륙양용전 훈련을 받은 부대를 "反共救國軍海上突擊隊, 반공구국해상특공대로 명명하고 창설하였다.
1954년, 국방부 총정치부 부장인 장징궈의 명령으로 成功特種蛙人隊, 성공특종와인대, 약칭 "成功隊, 성공대"청궁따로 개명하였다. 그리고 같은 해에 진먼 방위사령부 사령관인 리우유장이 산하 사단에 海上突擊摸哨隊, 해상돌격모초대의 창설을 지시하는 명령을 내렸다.
1962년, 성공대는 대원 300명의 대대로 커졌다.
1973년, 성공 제1, 2대대와 육군 1001, 1002중대, 방공구국해상돌격대를 합쳐 제101양서정찰대대로 정리되었다.
2000년 해안순방서가 설립되었다. 제101양서정찰대대는 중화민국 해역에 불법으로 침범한 선박의 추방, 밀수품 선적이 의심되는 선박에 대한 방문, 승선, 수색, 적발(VBSS), 자국민의 어선 보호 및 해상구조 임무를 해안순방서로 이관하였다.
2006년, 항공특전지휘부로 전속하였다.
2019년에 진먼현 말고도 펑후현에도 제101양서정찰대대를 위한 새로운 기지를 지었다.

## 지원 및 훈련
부대에는 헌역 복무중인 병사와 부사관 신분일 때 지원할 수 있다. 15주의 훈련 과정을 통과하면 증거로서 맨살에 부대배지를 꽂을 수 있는데, 비율은 2/10명이다.

## 부대
- 본부중대(營部連, 영부련) - 진먼
- 儲訓隊, 훈련대 - 진먼 랴오뤄만(料羅灣)
- 제1정찰중대(偵一連, 정1련) - 진먼
- 제2정찰중대(偵二連, 정2련) - 펑후 시위
- 제3정찰중대(偵三連, 정3련) - 마쭈 난강
- 제4정찰중대(偵四連, 정4련) - 마쭈 둥인;  2012년 3월 28일, 축소 및 해체

## 같이 보기
- 양서정수대대

## 참고
1. ↑  DeAeth, Duncan (2019년 4월 21일). “Taiwan plans new forward bases for Army Frogmen on Kinmen and Penghu”. 《www.taiwannews.com.tw》 (영어). Taiwan News. 2020년 7월 10일에 확인함.
2. ↑  Charlier, Phillip (2019년 2월 24일). “Army Sea Dragons receive badges of honor pinned to their chests” (미국 영어). 2024년 6월 23일에 확인함.